# SERTEC SX8
El SERTEC SX8 es un vehículo aéreo no tripulado (UAS) desarrollado por la empresa española SERTEC S.L y constituye la tercera generación de UAS diseñados por esta empresa. Con un peso máximo al despegue de 2kg, tiene una carga útil de 2 kg, lo que permite transportar los equipos necesarios para acometer la mayor parte de las aplicaciones previstas para los aviones no tripulados en el mercado civil y de seguridad, con una autonomía superior a 1 hora.
El 12 de enero de 1987, el SERTEC  SX8 realizó el primer vuelo con un sistema eléctrico.

## Especificaciones técnicas

### Características generales
- Tripulación: 2 (un piloto y un operador de equipos), modo simple 1
- Longitud: 1 m
- Envergadura: 2,2 m
- Peso vacío: 2 kg
- Peso cargado: 4 kg
- Planta motriz: 1×  .

### Rendimiento
- Velocidad máxima operativa (Vno): 15 km/h
- Velocidad crucero (Vc): 30 km/h 60 km/h
- Alcance:  1 h
- Techo de vuelo: 4.500 m

### Listas relacionadas
- Anexo:Vehículos aéreos no tripulados